# Osiecznica Kliczków
Osiecznica Kliczków – zamknięta w 1991 roku stacja kolejowa w Osiecznicy na linii kolejowej nr 283 Jelenia Góra – Żagań, w województwie dolnośląskim.
Budynek dworcowy, murowany, częściowo szachulcowy pochodzi z przełomu XIX i XX wieku. Mieści się tutaj ekspedycja towarowa PKP Cargo Zakładu Przewozów Towarowych z Legnicy.